# Kraftwerk Rengård
Das Kraftwerk Rengård ist ein Wasserkraftwerk in der Gemeinde Norsjö, Provinz Västerbottens län, Schweden, das den Skellefte älv zu einem Stausee aufstaut. Es ging 1970 in Betrieb. Das Kraftwerk ist im Besitz von Skellefteå Kraft und wird auch von Skellefteå Kraft betrieben.

## Absperrbauwerk
Das Absperrbauwerk besteht aus einem Staudamm mit einer Höhe von 20 und einer Länge von 444 m. Die Wehranlage mit den zwei Wehrfeldern und das Maschinenhaus befinden sich in der Mitte des Staudamms. Der Damm ist an der Krone 4 m breit.
Das minimale Stauziel liegt bei 180 m, das maximale bei 181 m über dem Meeresspiegel. Der Stausee erstreckt sich über eine Fläche von 5 km². Das Bemessungshochwasser liegt bei 689 m³/s; die Wahrscheinlichkeit für das Auftreten dieses Ereignisses wurde mit einmal in 100 Jahren bestimmt. Das größte anzunehmende Hochwasser wurde mit 1134 m³/s berechnet.

## Kraftwerk
Das Kraftwerk ging 1970 in Betrieb. Es verfügt mit einer Kaplan-Turbine über eine installierte Leistung von 35 (bzw. 36 oder 37) MW. Die durchschnittliche Jahreserzeugung liegt bei 190 (bzw. 200 203 oder 205) Mio. kWh.
Die Turbine wurde von Kværner geliefert und leistet 37,1 MW; ihre Nenndrehzahl liegt bei 115,4 Umdrehungen pro Minute. Die Fallhöhe beträgt 19 (bzw. 19,3) m. Der maximale Durchfluss liegt bei 220 (bzw. 235) m³/s; die mittlere Wasserführung des Skellefte älvs beträgt beim Kraftwerk Rengård 141,5 m³/s.
Die installierte Leistung des Kraftwerks soll durch die Erneuerung der ersten Maschine und durch den Einbau einer zweiten Maschine bis Ende 2023 auf ca. 70 MW erhöht werden. Die Kosten für das Projekt werden mit 900 Mio. SEK angegeben.